# Ortolana z Asyżu

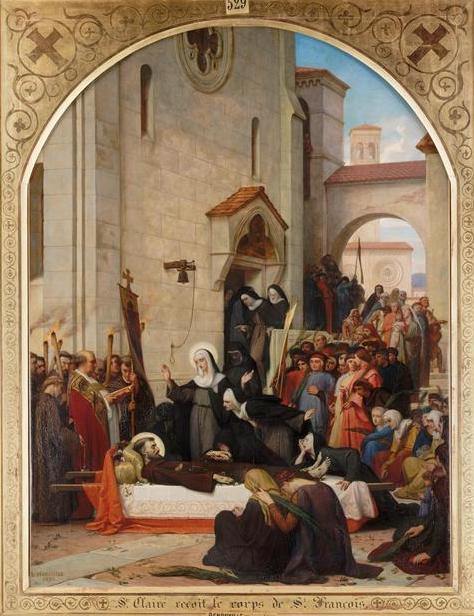
Czuwanie przy śmierci świętego Franciszka, Ortolana w towarzystwie córek: Klary i Agnieszki

Błogosławiona Ortolana z Asyżu, właśc.  Hortulana Offreduccio (ur. w XII wieku, zm. przed 1238 rokiem w Asyżu) – błogosławiona Kościoła katolickiego. Zakonnica Zakonu Świętej Klary (klaryski). Żona Favarone Offreduccio, matka św. Klary i Agnieszki z Asyżu. Do klasztoru św. Damiana wstąpiła po śmierci męża.